# Nroff
Nroff (zkratka z nový roff, anglicky new roff) je unixový počítačový program sloužící k formátování textu při výstupu na terminály a tiskárny. Na UN*Xových systémech má důležitou úlohu, neboť zpracovává k zobrazení manuálové stránky.
Vychází ze staršího programu RUNOFF ze systému CTSS a jeho nástupcem je program troff. Existuje i svobodná implementace nroffu v rámci programu groff.